# Eerste divisie 2004/05 (nacompetitie)/Wedstrijden
Het Nederlandse Eerste divisie voetbal uit het seizoen 2004/05 kende aan het einde van de reguliere competitie voor het laatst een nacompetitie. Alleen de kampioen van de Eerste divisie promoveerde rechtstreeks naar de Eredivisie. Behalve de vier periodekampioenen en de twee hoogst geklasseerde clubs zonder periodetitel namen ook de nummers 16 en 17 van de Eredivisie hieraan deel. De acht clubs werden verdeeld over twee poules, beide poulewinnaars veroverden een plaats in de Eredivisie.
Met ingang van het seizoen 2005/06 werd de promotie- en degradatieregeling drastisch gewijzigd. De nacompetitie werd afgeschaft in competitievorm en daarvoor in de plaats kwam een play-off, een eindronde volgens het knock-outsysteem.
Winnaars van deze drieëndertigste en laatste editie van de nacompetitie werden RBC Roosendaal en Sparta Rotterdam.

## Groep A
Stand/Uitslagen
| Pos | Team                | Wed | W | G | V | Ptn | DV | DT | +/− | Handhaving, promotie of degradatie |     | RBC | VOL | STO | VVV |
| --- | ------------------- | --- | - | - | - | --- | -- | -- | --- | ---------------------------------- | --- | --- | --- | --- | --- |
| 1   | RBC Roosendaal      | 6   | 3 | 2 | 1 | 11  | 9  | 3  | +6  | Gehandhaafd in de Eredivisie       |     |     | 4–0 | 2–1 | 2–0 |
| 2   | FC Volendam         | 6   | 2 | 3 | 1 | 9   | 11 | 9  | +2  |                                    |     | 0–0 |     | 3–3 | 4–1 |
| 3   | Stormvogels Telstar | 6   | 2 | 2 | 2 | 8   | 9  | 10 | −1  |                                    | 0–0 | 0–3 |     | 2–1 |     |
| 4   | VVV-Venlo           | 6   | 1 | 1 | 4 | 4   | 6  | 13 | −7  |                                    | 2–1 | 1–1 | 1–3 |     |     |

Wedstrijden
|                   |                                      |       |           |                                                                                       |
| 25 mei 2005 20:00 | RBC Roosendaal                       | 2 – 0 | VVV-Venlo | Stadion: Vast & Goed Stadion, Roosendaal Toeschouwers: 3.500 Scheidsrechter: Dick Jol |
| 25 mei 2005 20:00 | Elvis Hammond 45' Sammy Youssouf 74' |       |           | Stadion: Vast & Goed Stadion, Roosendaal Toeschouwers: 3.500 Scheidsrechter: Dick Jol |
| 25 mei 2005 20:00 |                                      |       |           | Stadion: Vast & Goed Stadion, Roosendaal Toeschouwers: 3.500 Scheidsrechter: Dick Jol |
| 25 mei 2005 20:00 |                                      |       |           | Stadion: Vast & Goed Stadion, Roosendaal Toeschouwers: 3.500 Scheidsrechter: Dick Jol |
|                   |                                      |       |           |                                                                                       |

|                   |                     |                                                                 |             |                                                                                            |
| 25 mei 2005 20:00 | Stormvogels Telstar | 0 – 3                                                           | FC Volendam | Stadion: Sportpark Schoonenberg, Velsen Toeschouwers: 2.571 Scheidsrechter: Eric Braamhaar |
| 25 mei 2005 20:00 |                     | 33' Maarten Woudenberg 52' Sebastiaan Steur 82' Charles Dissels |             | Stadion: Sportpark Schoonenberg, Velsen Toeschouwers: 2.571 Scheidsrechter: Eric Braamhaar |
| 25 mei 2005 20:00 |                     |                                                                 |             | Stadion: Sportpark Schoonenberg, Velsen Toeschouwers: 2.571 Scheidsrechter: Eric Braamhaar |
| 25 mei 2005 20:00 |                     |                                                                 |             | Stadion: Sportpark Schoonenberg, Velsen Toeschouwers: 2.571 Scheidsrechter: Eric Braamhaar |
|                   |                     |                                                                 |             |                                                                                            |

|                   |             |       |                |                                                                                  |
| 28 mei 2005 19:30 | FC Volendam | 0 – 0 | RBC Roosendaal | Stadion: Kras Stadion, Volendam Toeschouwers: 3.825 Scheidsrechter: Jan Wegereef |
| 28 mei 2005 19:30 |             |       |                | Stadion: Kras Stadion, Volendam Toeschouwers: 3.825 Scheidsrechter: Jan Wegereef |
| 28 mei 2005 19:30 |             |       |                | Stadion: Kras Stadion, Volendam Toeschouwers: 3.825 Scheidsrechter: Jan Wegereef |
| 28 mei 2005 19:30 |             |       |                | Stadion: Kras Stadion, Volendam Toeschouwers: 3.825 Scheidsrechter: Jan Wegereef |
|                   |             |       |                |                                                                                  |

|                   |               |       |                                          |                                                                          |
| 28 mei 2005 19:30 | VVV-Venlo     | 1 – 3 | Stormvogels Telstar                      | Stadion: De Koel, Venlo Toeschouwers: 4.757 Scheidsrechter: Rien Koopman |
| 28 mei 2005 19:30 | Paul Jans 11' |       | 6', 67' Leon Kantelberg 87' Ronny van Es | Stadion: De Koel, Venlo Toeschouwers: 4.757 Scheidsrechter: Rien Koopman |
| 28 mei 2005 19:30 |               |       |                                          | Stadion: De Koel, Venlo Toeschouwers: 4.757 Scheidsrechter: Rien Koopman |
| 28 mei 2005 19:30 |               |       |                                          | Stadion: De Koel, Venlo Toeschouwers: 4.757 Scheidsrechter: Rien Koopman |
|                   |               |       |                                          |                                                                          |

|                   |                     |       |                |                                                                                            |
| 31 mei 2005 20:00 | Stormvogels Telstar | 0 – 0 | RBC Roosendaal | Stadion: Sportpark Schoonenberg, Velsen Toeschouwers: 2.751 Scheidsrechter: Tom van Sichem |
| 31 mei 2005 20:00 |                     |       |                | Stadion: Sportpark Schoonenberg, Velsen Toeschouwers: 2.751 Scheidsrechter: Tom van Sichem |
| 31 mei 2005 20:00 |                     |       |                | Stadion: Sportpark Schoonenberg, Velsen Toeschouwers: 2.751 Scheidsrechter: Tom van Sichem |
| 31 mei 2005 20:00 |                     |       |                | Stadion: Sportpark Schoonenberg, Velsen Toeschouwers: 2.751 Scheidsrechter: Tom van Sichem |
|                   |                     |       |                |                                                                                            |

|                   |                                                                      |       |                |                                                                                     |
| 31 mei 2005 20:00 | FC Volendam                                                          | 4 – 1 | VVV-Venlo      | Stadion: Kras Stadion, Volendam Toeschouwers: 3.818 Scheidsrechter: Dick van Egmond |
| 31 mei 2005 20:00 | Maarten Woudenberg 14' Charles Dissels 25', 43' Sebastiaan Steur 45' |       | 46' Bas Jacobs | Stadion: Kras Stadion, Volendam Toeschouwers: 3.818 Scheidsrechter: Dick van Egmond |
| 31 mei 2005 20:00 |                                                                      |       |                | Stadion: Kras Stadion, Volendam Toeschouwers: 3.818 Scheidsrechter: Dick van Egmond |
| 31 mei 2005 20:00 |                                                                      |       |                | Stadion: Kras Stadion, Volendam Toeschouwers: 3.818 Scheidsrechter: Dick van Egmond |
|                   |                                                                      |       |                |                                                                                     |

|                   |                        |       |                     |                                                                                          |
| 3 juni 2005 20:00 | RBC Roosendaal         | 2 – 1 | Stormvogels Telstar | Stadion: Vast & Goed Stadion, Roosendaal Toeschouwers: 3.755 Scheidsrechter: Pieter Vink |
| 3 juni 2005 20:00 | Elvis Hammond 65', 70' |       | 57' Geoffrey Meye   | Stadion: Vast & Goed Stadion, Roosendaal Toeschouwers: 3.755 Scheidsrechter: Pieter Vink |
| 3 juni 2005 20:00 |                        |       |                     | Stadion: Vast & Goed Stadion, Roosendaal Toeschouwers: 3.755 Scheidsrechter: Pieter Vink |
| 3 juni 2005 20:00 |                        |       |                     | Stadion: Vast & Goed Stadion, Roosendaal Toeschouwers: 3.755 Scheidsrechter: Pieter Vink |
|                   |                        |       |                     |                                                                                          |

|                   |                   |       |                    |                                                                          |
| 3 juni 2005 20:00 | VVV-Venlo         | 1 – 1 | FC Volendam        | Stadion: De Koel, Venlo Toeschouwers: 3.250 Scheidsrechter: René Temmink |
| 3 juni 2005 20:00 | Luwamo Garcia 51' |       | 35' Jeroen Ketting | Stadion: De Koel, Venlo Toeschouwers: 3.250 Scheidsrechter: René Temmink |
| 3 juni 2005 20:00 |                   |       |                    | Stadion: De Koel, Venlo Toeschouwers: 3.250 Scheidsrechter: René Temmink |
| 3 juni 2005 20:00 |                   |       |                    | Stadion: De Koel, Venlo Toeschouwers: 3.250 Scheidsrechter: René Temmink |
|                   |                   |       |                    |                                                                          |

|                   |                                                       |       |             |                                                                                            |
| 6 juni 2005 20:00 | RBC Roosendaal                                        | 4 – 0 | FC Volendam | Stadion: Vast & Goed Stadion, Roosendaal Toeschouwers: 5.000 Scheidsrechter: Roelof Luinge |
| 6 juni 2005 20:00 | Danny Guijt 8' Pius Ikedia 32' Elvis Hammond 74', 80' |       |             | Stadion: Vast & Goed Stadion, Roosendaal Toeschouwers: 5.000 Scheidsrechter: Roelof Luinge |
| 6 juni 2005 20:00 |                                                       |       |             | Stadion: Vast & Goed Stadion, Roosendaal Toeschouwers: 5.000 Scheidsrechter: Roelof Luinge |
| 6 juni 2005 20:00 |                                                       |       |             | Stadion: Vast & Goed Stadion, Roosendaal Toeschouwers: 5.000 Scheidsrechter: Roelof Luinge |
|                   |                                                       |       |             |                                                                                            |

|                   |                                           |       |               |                                                                                             |
| 6 juni 2005 20:00 | Stormvogels Telstar                       | 2 – 1 | VVV-Venlo     | Stadion: Sportpark Schoonenberg, Velsen Toeschouwers: 1.715 Scheidsrechter: Jack van Hulten |
| 6 juni 2005 20:00 | Misha Salden 29' Luciano van den Berg 36' |       | 16' Paul Jans | Stadion: Sportpark Schoonenberg, Velsen Toeschouwers: 1.715 Scheidsrechter: Jack van Hulten |
| 6 juni 2005 20:00 |                                           |       |               | Stadion: Sportpark Schoonenberg, Velsen Toeschouwers: 1.715 Scheidsrechter: Jack van Hulten |
| 6 juni 2005 20:00 |                                           |       |               | Stadion: Sportpark Schoonenberg, Velsen Toeschouwers: 1.715 Scheidsrechter: Jack van Hulten |
|                   |                                           |       |               |                                                                                             |

|                   |                                                         |       |                                      |                                                                              |
| 9 juni 2005 20:00 | FC Volendam                                             | 3 – 3 | Stormvogels Telstar                  | Stadion: Kras Stadion, Volendam Toeschouwers: 4.215 Scheidsrechter: Dick Jol |
| 9 juni 2005 20:00 | Karim Bridji 3' Kees Kwakman 22' Maarten Woudenberg 77' |       | 15', 27' (pen.), 71' Leon Kantelberg | Stadion: Kras Stadion, Volendam Toeschouwers: 4.215 Scheidsrechter: Dick Jol |
| 9 juni 2005 20:00 |                                                         |       |                                      | Stadion: Kras Stadion, Volendam Toeschouwers: 4.215 Scheidsrechter: Dick Jol |
| 9 juni 2005 20:00 |                                                         |       |                                      | Stadion: Kras Stadion, Volendam Toeschouwers: 4.215 Scheidsrechter: Dick Jol |
|                   |                                                         |       |                                      |                                                                              |

|                   |                                        |       |                   |                                                                             |
| 9 juni 2005 20:00 | VVV-Venlo                              | 2 – 1 | RBC Roosendaal    | Stadion: De Koel, Venlo Toeschouwers: 3.650 Scheidsrechter: Dick van Egmond |
| 9 juni 2005 20:00 | Luwamo Garcia 77' Arno Arts 81' (pen.) |       | 9' Sammy Youssouf | Stadion: De Koel, Venlo Toeschouwers: 3.650 Scheidsrechter: Dick van Egmond |
| 9 juni 2005 20:00 |                                        |       |                   | Stadion: De Koel, Venlo Toeschouwers: 3.650 Scheidsrechter: Dick van Egmond |
| 9 juni 2005 20:00 |                                        |       |                   | Stadion: De Koel, Venlo Toeschouwers: 3.650 Scheidsrechter: Dick van Egmond |
|                   |                                        |       |                   |                                                                             |

## Groep B
Stand/Uitslagen
| Pos | Team                 | Wed | W | G | V | Ptn | DV | DT | +/− | Handhaving, promotie of degradatie |     | SPA | HEL | GRA | ZWO |
| --- | -------------------- | --- | - | - | - | --- | -- | -- | --- | ---------------------------------- | --- | --- | --- | --- | --- |
| 1   | Sparta Rotterdam (P) | 6   | 5 | 0 | 1 | 15  | 13 | 5  | +8  | Gepromoveerd naar de Eredivisie    |     |     | 0–1 | 1–0 | 3–1 |
| 2   | Helmond Sport        | 6   | 2 | 3 | 1 | 9   | 11 | 6  | +5  |                                    |     | 1–2 |     | 1–1 | 5–0 |
| 3   | De Graafschap (R)    | 6   | 2 | 2 | 2 | 8   | 11 | 10 | +1  |                                    | 1–3 | 2–2 |     | 3–2 |     |
| 4   | FC Zwolle            | 6   | 0 | 1 | 5 | 1   | 6  | 20 | −14 |                                    | 1–4 | 1–1 | 1–4 |     |     |

Wedstrijden
|                   |                                                               |       |                      |                                                                                      |
| 25 mei 2005 20:00 | De Graafschap                                                 | 3 – 2 | FC Zwolle            | Stadion: De Vijverberg, Doetinchem Toeschouwers: 6.700 Scheidsrechter: Ben Haverkort |
| 25 mei 2005 20:00 | Jhon van Beukering 79' Mamadou Zongo 88' Roeslan Valjejev 90' |       | 17', 71' Dion Esajas | Stadion: De Vijverberg, Doetinchem Toeschouwers: 6.700 Scheidsrechter: Ben Haverkort |
| 25 mei 2005 20:00 |                                                               |       |                      | Stadion: De Vijverberg, Doetinchem Toeschouwers: 6.700 Scheidsrechter: Ben Haverkort |
| 25 mei 2005 20:00 |                                                               |       |                      | Stadion: De Vijverberg, Doetinchem Toeschouwers: 6.700 Scheidsrechter: Ben Haverkort |
|                   |                                                               |       |                      |                                                                                      |

|                   |                  |                  |               |                                                                                 |
| 25 mei 2005 20:00 | Sparta Rotterdam | 0 – 1            | Helmond Sport | Stadion: Het Kasteel, Rotterdam Toeschouwers: 4.058 Scheidsrechter: Ruud Bossen |
| 25 mei 2005 20:00 |                  | 72' Ivan Cvetkov |               | Stadion: Het Kasteel, Rotterdam Toeschouwers: 4.058 Scheidsrechter: Ruud Bossen |
| 25 mei 2005 20:00 |                  |                  |               | Stadion: Het Kasteel, Rotterdam Toeschouwers: 4.058 Scheidsrechter: Ruud Bossen |
| 25 mei 2005 20:00 |                  |                  |               | Stadion: Het Kasteel, Rotterdam Toeschouwers: 4.058 Scheidsrechter: Ruud Bossen |
|                   |                  |                  |               |                                                                                 |

|                   |                  |       |                                                 |                                                                            |
| 28 mei 2005 19:30 | FC Zwolle        | 1 – 4 | Sparta Rotterdam                                | Stadion: Oosterenk, Zwolle Toeschouwers: 4.135 Scheidsrechter: Pieter Vink |
| 28 mei 2005 19:30 | Jos Hooiveld 35' |       | 8', 55' Danny Koevermans 71', 88' Riga Mustapha | Stadion: Oosterenk, Zwolle Toeschouwers: 4.135 Scheidsrechter: Pieter Vink |
| 28 mei 2005 19:30 |                  |       |                                                 | Stadion: Oosterenk, Zwolle Toeschouwers: 4.135 Scheidsrechter: Pieter Vink |
| 28 mei 2005 19:30 |                  |       |                                                 | Stadion: Oosterenk, Zwolle Toeschouwers: 4.135 Scheidsrechter: Pieter Vink |
|                   |                  |       |                                                 |                                                                            |

|                   |                      |       |                   |                                                                              |
| 28 mei 2005 19:30 | Helmond Sport        | 1 – 1 | De Graafschap     | Stadion: De Braak, Helmond Toeschouwers: 3.620 Scheidsrechter: Roelof Luinge |
| 28 mei 2005 19:30 | Erik van der Ven 55' |       | 60' Mamadou Zongo | Stadion: De Braak, Helmond Toeschouwers: 3.620 Scheidsrechter: Roelof Luinge |
| 28 mei 2005 19:30 |                      |       |                   | Stadion: De Braak, Helmond Toeschouwers: 3.620 Scheidsrechter: Roelof Luinge |
| 28 mei 2005 19:30 |                      |       |                   | Stadion: De Braak, Helmond Toeschouwers: 3.620 Scheidsrechter: Roelof Luinge |
|                   |                      |       |                   |                                                                              |

|                   |               |       |                                                         |                                                                                     |
| 31 mei 2005 20:00 | De Graafschap | 1 – 3 | Sparta Rotterdam                                        | Stadion: De Vijverberg, Doetinchem Toeschouwers: 7.200 Scheidsrechter: René Temmink |
| 31 mei 2005 20:00 | René Bot 78'  |       | 18' Davy De fauw 29' Riga Mustapha 90' Danny Koevermans | Stadion: De Vijverberg, Doetinchem Toeschouwers: 7.200 Scheidsrechter: René Temmink |
| 31 mei 2005 20:00 |               |       |                                                         | Stadion: De Vijverberg, Doetinchem Toeschouwers: 7.200 Scheidsrechter: René Temmink |
| 31 mei 2005 20:00 |               |       |                                                         | Stadion: De Vijverberg, Doetinchem Toeschouwers: 7.200 Scheidsrechter: René Temmink |
|                   |               |       |                                                         |                                                                                     |

|                   |                                                     |       |           |                                                                                |
| 31 mei 2005 20:00 | Helmond Sport                                       | 5 – 0 | FC Zwolle | Stadion: De Braak, Helmond Toeschouwers: 3.711 Scheidsrechter: Jack van Hulten |
| 31 mei 2005 20:00 | Ivan Cvetkov 8', 51', 75', 85' Patrick Hobbelen 61' |       |           | Stadion: De Braak, Helmond Toeschouwers: 3.711 Scheidsrechter: Jack van Hulten |
| 31 mei 2005 20:00 |                                                     |       |           | Stadion: De Braak, Helmond Toeschouwers: 3.711 Scheidsrechter: Jack van Hulten |
| 31 mei 2005 20:00 |                                                     |       |           | Stadion: De Braak, Helmond Toeschouwers: 3.711 Scheidsrechter: Jack van Hulten |
|                   |                                                     |       |           |                                                                                |

|                   |                      |       |               |                                                                              |
| 3 juni 2005 20:00 | Sparta Rotterdam     | 1 – 0 | De Graafschap | Stadion: Het Kasteel, Rotterdam Toeschouwers: 6.011 Scheidsrechter: Dick Jol |
| 3 juni 2005 20:00 | Christophe Kinet 14' |       |               | Stadion: Het Kasteel, Rotterdam Toeschouwers: 6.011 Scheidsrechter: Dick Jol |
| 3 juni 2005 20:00 |                      |       |               | Stadion: Het Kasteel, Rotterdam Toeschouwers: 6.011 Scheidsrechter: Dick Jol |
| 3 juni 2005 20:00 |                      |       |               | Stadion: Het Kasteel, Rotterdam Toeschouwers: 6.011 Scheidsrechter: Dick Jol |
|                   |                      |       |               |                                                                              |

|                   |                        |       |                   |                                                                                    |
| 3 juni 2005 20:00 | FC Zwolle              | 1 – 1 | Helmond Sport     | Stadion: Oosterenk, Zwolle Toeschouwers: 1.666 Scheidsrechter: Reinold Wiedemeijer |
| 3 juni 2005 20:00 | Dennis van der Wal 86' |       | 42' Robert Braber | Stadion: Oosterenk, Zwolle Toeschouwers: 1.666 Scheidsrechter: Reinold Wiedemeijer |
| 3 juni 2005 20:00 |                        |       |                   | Stadion: Oosterenk, Zwolle Toeschouwers: 1.666 Scheidsrechter: Reinold Wiedemeijer |
| 3 juni 2005 20:00 |                        |       |                   | Stadion: Oosterenk, Zwolle Toeschouwers: 1.666 Scheidsrechter: Reinold Wiedemeijer |
|                   |                        |       |                   |                                                                                    |

|                   |                                            |       |                       |                                                                                     |
| 6 juni 2005 20:00 | De Graafschap                              | 2 – 2 | Helmond Sport         | Stadion: De Vijverberg, Doetinchem Toeschouwers: 6.678 Scheidsrechter: Jan Wegereef |
| 6 juni 2005 20:00 | Richard Haklander 24' Roeslan Valjejev 31' |       | 48', 85' Ivan Cvetkov | Stadion: De Vijverberg, Doetinchem Toeschouwers: 6.678 Scheidsrechter: Jan Wegereef |
| 6 juni 2005 20:00 |                                            |       |                       | Stadion: De Vijverberg, Doetinchem Toeschouwers: 6.678 Scheidsrechter: Jan Wegereef |
| 6 juni 2005 20:00 |                                            |       |                       | Stadion: De Vijverberg, Doetinchem Toeschouwers: 6.678 Scheidsrechter: Jan Wegereef |
|                   |                                            |       |                       |                                                                                     |

|                   |                                          |       |                 |                                                                                     |
| 6 juni 2005 20:00 | Sparta Rotterdam                         | 3 – 1 | FC Zwolle       | Stadion: Het Kasteel, Rotterdam Toeschouwers: 8.973 Scheidsrechter: Dick van Egmond |
| 6 juni 2005 20:00 | Ricky van den Bergh 50', 72', 86' (pen.) |       | 36' Dion Esajas | Stadion: Het Kasteel, Rotterdam Toeschouwers: 8.973 Scheidsrechter: Dick van Egmond |
| 6 juni 2005 20:00 |                                          |       |                 | Stadion: Het Kasteel, Rotterdam Toeschouwers: 8.973 Scheidsrechter: Dick van Egmond |
| 6 juni 2005 20:00 |                                          |       |                 | Stadion: Het Kasteel, Rotterdam Toeschouwers: 8.973 Scheidsrechter: Dick van Egmond |
|                   |                                          |       |                 |                                                                                     |

|                   |               |       |                                        |                                                                              |
| 9 juni 2005 20:00 | Helmond Sport | 1 – 2 | Sparta Rotterdam                       | Stadion: De Braak, Helmond Toeschouwers: 4.200 Scheidsrechter: Roelof Luinge |
| 9 juni 2005 20:00 | Nyron Wau 59' |       | 73' Riga Mustapha 90' Rachid Bouaouzan | Stadion: De Braak, Helmond Toeschouwers: 4.200 Scheidsrechter: Roelof Luinge |
| 9 juni 2005 20:00 |               |       |                                        | Stadion: De Braak, Helmond Toeschouwers: 4.200 Scheidsrechter: Roelof Luinge |
| 9 juni 2005 20:00 |               |       |                                        | Stadion: De Braak, Helmond Toeschouwers: 4.200 Scheidsrechter: Roelof Luinge |
|                   |               |       |                                        |                                                                              |

|                   |                 |       |                                                           |                                                                            |
| 9 juni 2005 20:00 | FC Zwolle       | 1 – 4 | De Graafschap                                             | Stadion: Oosterenk, Zwolle Toeschouwers: 1.281 Scheidsrechter: Bas Nijhuis |
| 9 juni 2005 20:00 | Dion Esajas 19' |       | 1' Loïc Loval 14' Reinier Robbemond 27', 43' Sander Duits | Stadion: Oosterenk, Zwolle Toeschouwers: 1.281 Scheidsrechter: Bas Nijhuis |
| 9 juni 2005 20:00 |                 |       |                                                           | Stadion: Oosterenk, Zwolle Toeschouwers: 1.281 Scheidsrechter: Bas Nijhuis |
| 9 juni 2005 20:00 |                 |       |                                                           | Stadion: Oosterenk, Zwolle Toeschouwers: 1.281 Scheidsrechter: Bas Nijhuis |
|                   |                 |       |                                                           |                                                                            |

AGOVV Apeldoorn · 
Cambuur Leeuwarden · 
FC Dordrecht · 
FC Eindhoven · 
Emmen · 
Excelsior · 
Fortuna Sittard · 
Go Ahead Eagles · 
Haarlem ·
Helmond Sport · 
Heracles Almelo · 
MVV · 
Sparta Rotterdam · 
Stormvogels Telstar · 
TOP Oss · 
BV Veendam · 
FC Volendam · 
VVV-Venlo · 
FC Zwolle
Eredivisie

1960 · 1975 · 1987 · 1988
Eerste divisie

1973 · 1974 · 1975 · 1976 · 1977 · 1978 · 1979 · 1980 · 1981 · 1982 · 1983 · 1984 · 1985 · 1986 · 1987 · 1988 · 1989 · 1990 · 1991 · 1992 · 1993 · 1994 · 1995 · 1996 · 1997 · 1998 · 1999 · 2000 · 2001 · 2002 · 2003 · 2004 · 2005

Vanaf 2006 staan alle competities op 1 pagina.

2006 · 2007 · 2008 · 2009 · 2010 · 2011 · 2012 · 2013 · 2014 · 2015 · 2016 · 2017 · 2018 · 2019 · 2020 · 2021 · 2022 · 2023 · 2024